# Centrum Wyszkolenia Saperów we Francji
Centrum Wyszkolenia Saperów (CWSap) - ośrodek szkolenia saperów Wojska Polskiego we Francji.

## Geneza  Szkoły
20 grudnia 1939 roku w miejscowości Les Ponts-de-Cé koło Angers utworzono Centrum Wyszkolenia Saperów jako centralny ośrodek kształcenia i szkolenia kadr saperskich. Jego zasadniczym działaniem było: szkolenie i dokształcanie oficerów w dziedzinie organizacji i zabezpieczenia materiałowo-technicznego armii francuskiej; kształcenie na kilkumiesięcznych kursach podchorążych oraz szkolenie specjalistyczne kadr podoficerskich. Rekrutowano do niej kandydatów, którzy posiadali: ukończoną szkołę średnią (w szczególnych przypadkach 4 klasy gimnazjum bądź mieli ukończoną 3-letnią szkołę zawodową); odbyli dwumiesięczną praktykę w jednostkach bojowych oraz  pełną zdolnością fizyczną do służby wojskowej, a  wiek nie przekraczał 38 lat. W Szkole Podchorążych Saperów kształcono podchorążych w pięciomiesięcznym cyklu, prowadzono go w oparciu o programy armii francuskiej, a samo szkolenie specjalistyczne obejmowało między innymi: minerstwo, rysunek techniczny, budownictwo wojenne, taktykę wojsk saperskich. Podstawowymi metodami szkolenia były wykład i zajęcia praktyczne na poligonie przykoszarowym. Nadmienić należy, iż poważny wpływ na zasady kształcenia i szkolenia miały warunki funkcjonowania saperów armii polskiej we Francji, jak również fakt, iż wojenny proces edukacyjny odbywał się w skróconym czasie i zawężonym zakresie. W myśl francuskich zasad szkoleniowych, Szkoła Podchorążych Saperów przygotowywała absolwentów wyłącznie do dowodzenia plutonem saperów. Dopiero od połowy marca 1940 roku, po wprowadzeniu przez polskie władze wojskowe nowych programów do szkolenia dowódców nastąpiły poważne zmiany w kształceniu podchorążych. Oprócz kształcenia specjalistycznego większą uwagę zaczęto zwracać na problemy wychowania wojskowego oraz kształtowania cech dowódczych. Podkreślano, że dowódca plutonu saperów jest mózgiem, sercem i nerwem pododdziału, a pododdział wart jest tyle, ile wart jest jego dowódca. 
Pierwszy kurs Szkoły Podchorążych Saperów rozpoczęty 20 grudnia 1939 roku zakończony został 25 maja 1940, a ukończyło go 50 podchorążych. Jednocześnie 1 maja 1940 roku rozpoczął się II kurs szkoły, w którym uczestniczyło 40 podchorążych. Przerwano go 17 czerwca w związku z prowadzonymi działaniami wojennymi. 18 czerwca nastąpiła ewakuacja szkoły polskim statkiem „Batory” do Wielkiej Brytanii.

## Struktura CWSap
- Komenda Centrum Wyszkolenia Saperów
- Kurs Przeszkolenia Oficerów
- Szkoła Podchorążych Saperów[3]
- Szkoła Podoficerów Saperów

## Kadra Centrum
- komendant Centrum - płk Stanisław Arczyński
- komendant Szkoły Podchorążych Saperów - ppłk Ludwik Turulski
- dowódca kompanii szkolnej - mjr Kazimierz Łukaszewicz
- dowódca kompanii szkolnej - kpt. Władysław Pogorzelski (od 6 II 1940)
- dowódca plutonu - por. dypl. Władysław Nowik (we wrześniu 1939 roku dowódca 2 kompanii 24 bsap, a później szef sztabu Dowództwa Saperów 2 Korpusu Polskiego)
- dowódca plutonu - por. dypl. inż. Jerzy Przemysław Morawicz